# Nora Orlandi
Nora Orlandi (n. 28 iunie 1933, Voghera, Lombardia, Regatul Italiei – d. 1 ianuarie 2025, Roma, Italia), cunoscută și sub pseudonimul ei Joan Christian, a fost o pianistă, violonistă, soprană, compozitoare și actriță ocazională italiană. Fiind prima femeie compozitoare de filme din cinematografia italiană, ea a compus partituri pentru Spaghetti Westerns, filme Eurospy și gialli de-a lungul anilor 1960 și este cel mai bine cunoscută pentru „Dies Irae”, o piesă scurtă pe care a scris-o și interpretată pentru The Strange Vice of de Sergio Martino. Mrs Wardh (1971), care a fost reutilizată mai târziu în Kill Bill: volumul 2 al lui Quentin Tarantino (2004). Sora ei mai mică este cântăreața și compozitoarea Paola Orlandi. 

## Filmografie selectivă
- Johnny Yuma (1966)
- Clint străinul (1967)
- Zece mii de dolari pentru un masacru (1967)
- Moarte la Owell Rock (1967)
- Trupul dulce al Deborei (1968)
- 100.000 USD pentru o crimă (1968)
- Double Face (1969)
- The Strange Vice of Mrs Wardh (1971) [4]